# ICE 3

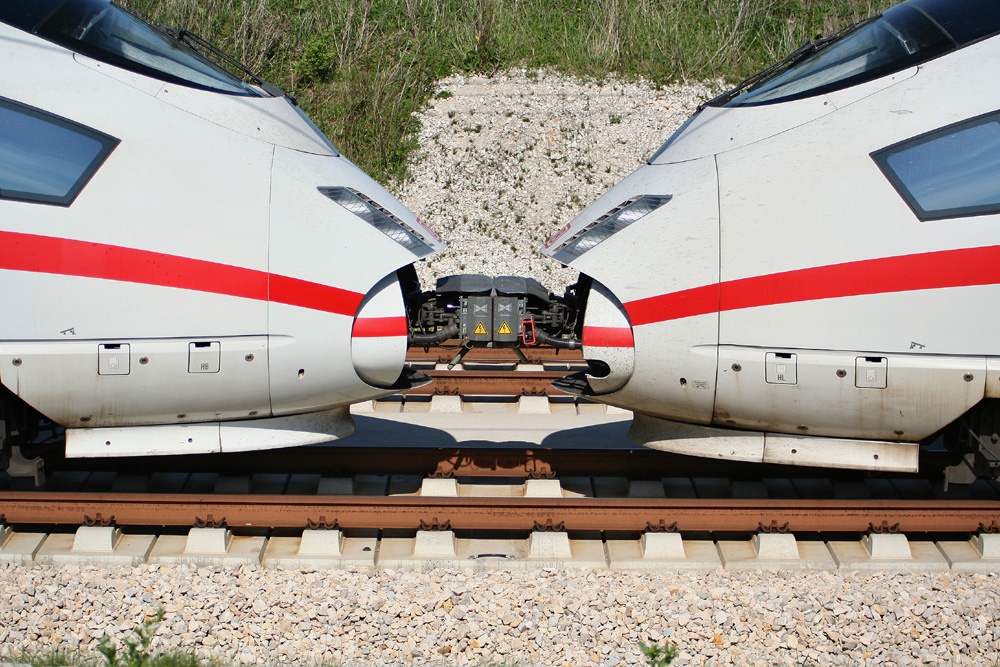
összekapcsolt ICE 3 vonatok

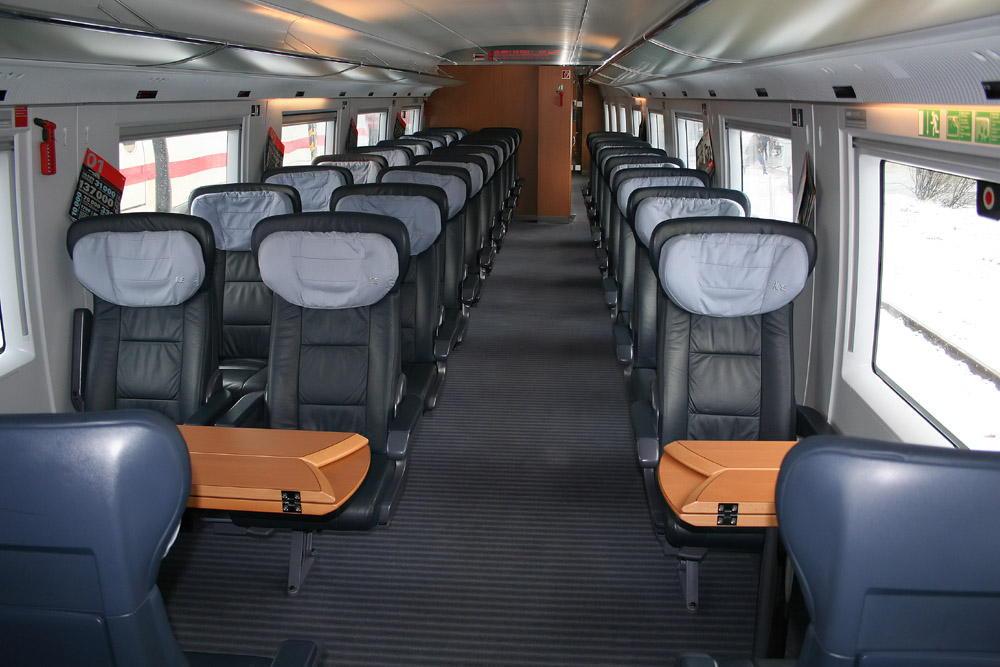
Első osztályú utastér

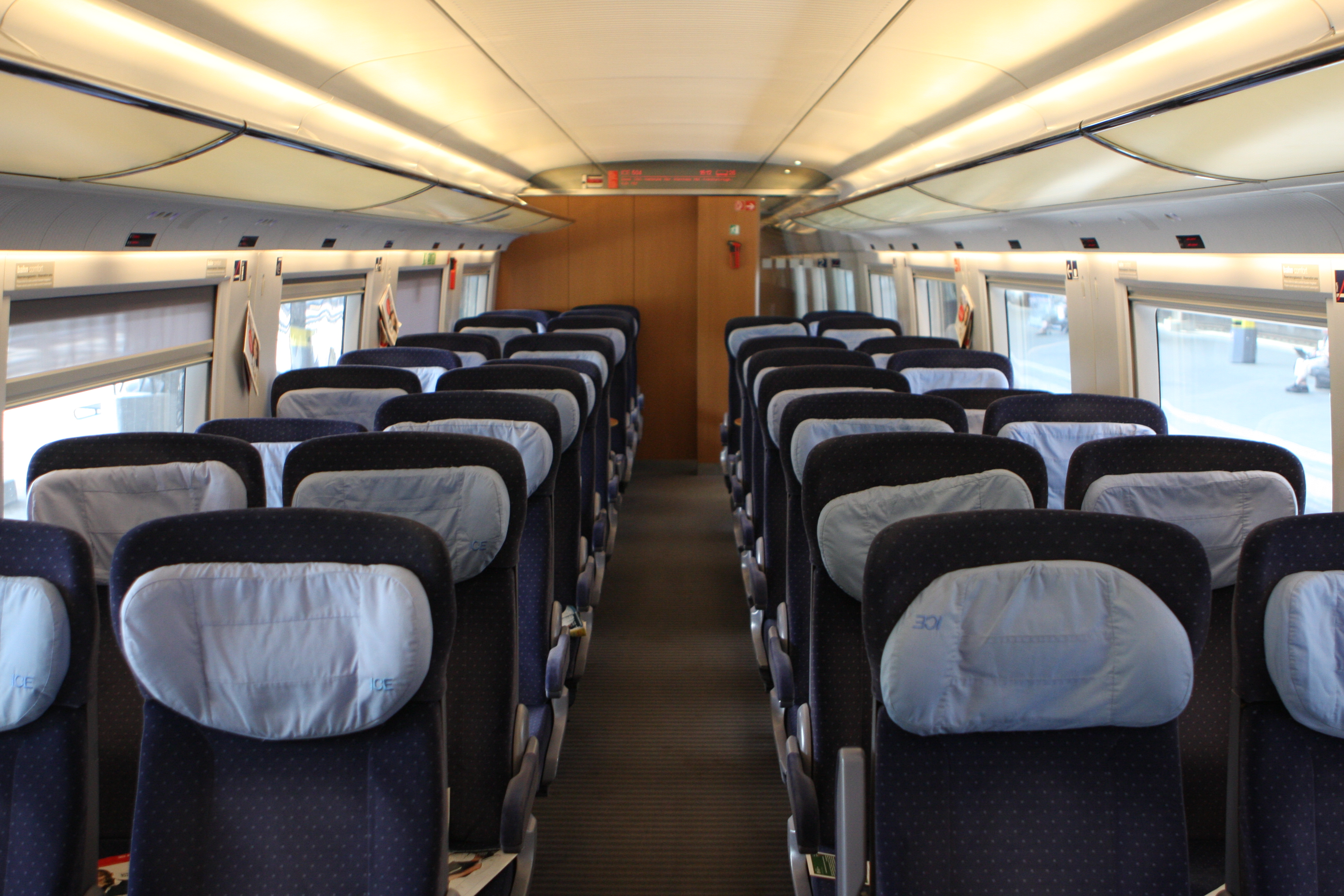
Másodosztályú utastér

Az ICE 3 a német Intercity Express nagysebességű vasúti járműcsalád harmadik generációs villamos motorvonata.
A nyolcrészes motorvonatok 8800 kW teljesítményre képesek. Eltérően a korábbi ICE változatoktól az ICE 3-nak nincsenek vonófejei, a hajtás a teljes vonat hosszában került beépítésre, a nyolc kocsi közül négy hajtással rendelkezik. Legnagyobb sebessége 330 km/h, ám Németországban ezt nem tudja kihasználni, mivel az országban az engedélyezett legnagyobb sebesség csak 300 km/h.

## ICE 3 nevek
Minden motorvonat kapott saját nevet. A hagyományos ICE 3 motorvonatok nevei:
- Tz301 – Freiburg im Breisgau
- Tz302 – Hansestadt Lübeck
- Tz303 – Dortmund
- Tz304 – München
- Tz305 – Baden-Baden
- Tz307 – Oberhausen
- Tz310 – Wolfsburg
- Tz311 – Wiesbaden
- Tz312 – Montabaur
- Tz313 – Treuchtlingen
- Tz314 – Bergisch-Gladbach
- Tz316 – Siegburg
- Tz317 – Recklinghausen
- Tz318 – Münster (Westf.)
- Tz319 – Duisburg
- Tz321 – Krefeld
- Tz322 – Solingen
- Tz325 – Ravensburg
- Tz328 – Aachen
- Tz330 – Göttingen
- Tz331 – Westerland/Sylt
- Tz332 – Augsburg
- Tz334 – Offenburg
- Tz336 – Ingolstadt
- Tz337 – Stuttgart
- Tz351 – Herford

## ICE 3M
Az ICE 3M az ICE 3 négyáramnemű változata. Egyaránt képes közlekedni 15 kV, 16,7 Hz-es váltakozó áramú vonalon, 25 kV, 50 Hz-es váltakozó áramú vonalon, 1,5 kV egyenáramú vonalon és 3 kV egyenáramú vonalon.

## ICE 3MF
A ICE 3MF motorvonatok nevei:
- Tz4603 – Mannheim
- Tz4607 – Hannover
- Tz4610 – Frankfurt am Main
- Tz4611 – Düsseldorf
- Tz4651 – Amszterdam
- Tz4652 – Arnhem
- Tz4680 – Würzburg
- Tz4682 – Köln
- Tz4683 – Limburg an der Lahn
- Tz4684 – Forbach-Lorraine
- Tz4685 – Schwäbisch Hall